# 竹見台
竹見台（たけみだい）は、大阪府吹田市の町丁の一つであり、千里ニュータウンの住区の一つ（E住区）。現行行政地名は竹見台一丁目から竹見台四丁目。郵便番号は565-0863。住居表示実施済み地域。

## 地理
北は豊中市上新田に、西は豊中市新千里南町に、南は桃山台に、東は津雲台とそれぞれ接する。

## 歴史
- 1967年（昭和42年）- 入居開始（まちびらき）。

## 校区
2025年（令和7年）4月現在、市立の小中学校に通う場合、校区は以下の通り。
| 町丁           | 小学校           | 中学校       |
| -------------- | ---------------- | ------------ |
| 竹見台（全域） | 千里たけみ小学校 | 竹見台中学校 |

## 世帯数・人口
2025年（令和7年）2月28日現在の丁目別人口は以下の通り。
| 町丁         | 世帯数    | 人口    |
| ------------ | --------- | ------- |
| 竹見台一丁目 | 492世帯   | 794人   |
| 竹見台二丁目 | 951世帯   | 1,609人 |
| 竹見台三丁目 | 784世帯   | 1,317人 |
| 竹見台四丁目 | 1,507世帯 | 3,381人 |

## 交通
高速バスの千里ニュータウンバス停が位置し、関東、中部、中国・四国方面へと向かう高速バスが発着する。

### 北大阪急行
桃山台駅 - 駅の所在地は桃山台五丁目だが、施設の大半が竹見台に位置する。

### 阪急バス
桃山台二丁目バス停（桃山台にまたがって位置する）

## 主な施設

### 公園
- 竹見公園

### 教育機関
- 吹田市立千里たけみ小学校
- 吹田市立竹見台中学校（吹田市の中学校で生徒数最多）